# NK Stupčanica Olovo
NK Stupčanica Olovo ist ein Fußballverein aus Olovo in Bosnien und Herzegowina. Der Verein spielt zurzeit in der Prva Liga FBiH, der zweiten Liga Bosniens mit.

## Geschichte
Im Jahr 1924 wurde der erste Fußballverein in Olovo unter dem Namen Bor gegründet. Sein Nachfolger ist die heutige NK Stupčanica. In der Saison 2010/11 wurde NK Stupčanica Meister der Kantonsliga Zenica-Doboj und spielte bis zur Saison 2014/15 in der Druga Liga FBiH Centar, der dritthöchsten Spielklasse Bosnien und Herzegowinas mit. 2018/19 wurde der Verein wieder Meister der Kantonsliga und spielte wieder in der dritthöchsten Spielklasse mit. Die Saison 2020/2021 beendete NK Stupčanica auf dem 2. Platz der Druga Liga FBiH Centar (Staffel Mitte). In derselben Saison holte NK Stupčanica den Pokal vom Cup des Kanton Zenica-Doboj. In der darauffolgenden Saison wurde NK Stupčanica Meister der dritthöchsten Spielklasse und spielte gegen NK Iskra Bugojno im Play-off für die Erste Liga der Föderation Bosnien und Herzegowina, welches man mit einem Gesamtergebnis von 5:1 gewinnen konnte. Seit der Saison 2022/23 ist man Teil der zweiten bosnischen Fußballliga.

## Erfolge
- Prva Liga FBiH
  - Meister (1): 2025

- 1. Kantonsliga (Zenica-Doboj)
  - Meister (2): 2011, 2019

- Druga Liga FBiH (Gruppe Mitte)
  - Meister (1): 2022

- Cup des Zenica-Doboj Kantons
  - Sieger (1): 2021

- Bosnisch-Herzegowinischer Pokal
  - 2023/24 Achtelfinale